# 僧海豹
僧海豹（Monachini）是僧海豹族下的3種海豹，是唯一棲息在熱帶的海豹。包括以下物種：
- 僧海豹屬 Monachus
  - 地中海僧海豹（Monachus monachus）：現正處於極危。[2]
- 新僧海豹屬 Neomonachus
  - 夏威夷僧海豹（Neomonachus schauinslandi）：現正處於極危。[3]
  - †加勒比僧海豹（Neomonachus tropicalis）：已滅絕。[4]

## 外部連結
- The Monachus Guardian （页面存档备份，存于）